# Рабочее Начало
Рабочее Начало — упразднённый посёлок, включенный в 1934 году состав города Буй в Костромской области России. До упразднения входил в состав Буйского района Ивановской промышленной области. Современный микрорайон Рабочее Начало города Буй.

## География
Расположен в Верхнем Заволжье на берегу реки Вёксы, при ветви Северной железной дороги.

## История
20 февраля 1934 года Президиум ВЦИК постановил:
«Включить в городскую черту города Буя селения Волотово и Рабочее начало, Буйского района, и лесозавод № 8 с электростанцией».